# Gästebuch

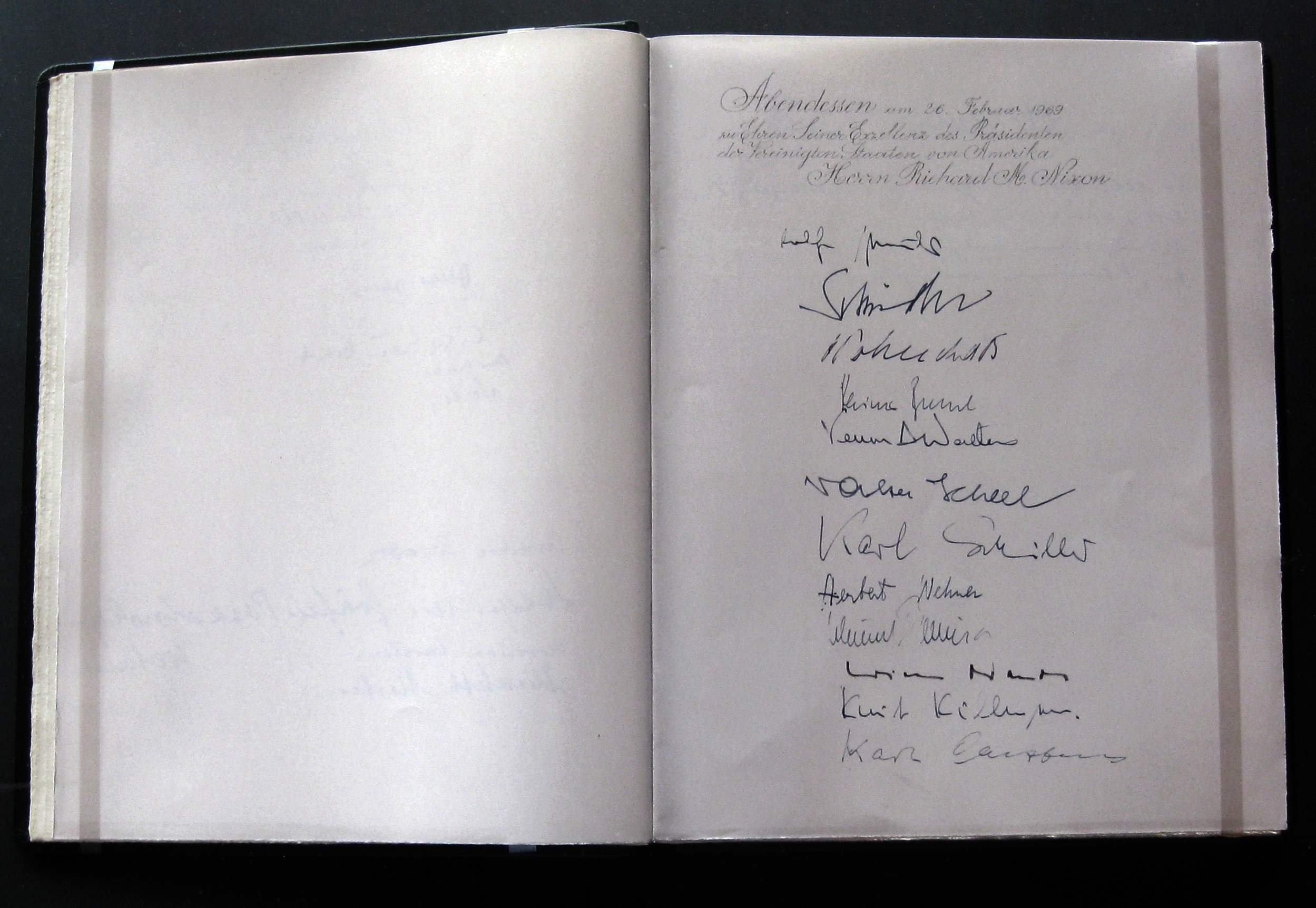
Gästebuch aus dem deutschen Kanzlerbungalow (1969)

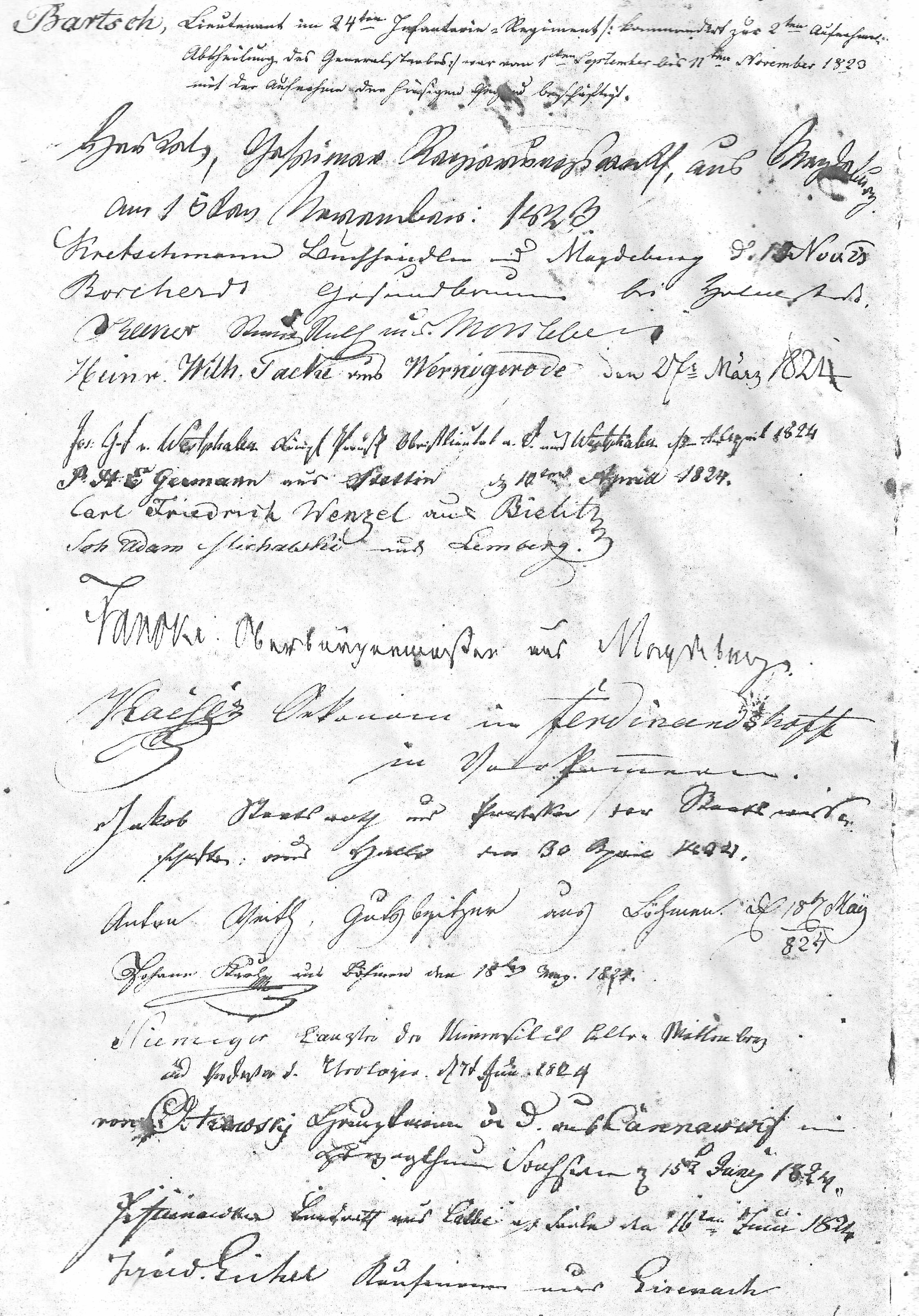
Seite aus einem Gästebuch von 1824

Ein Gästebuch ist im Allgemeinen ein für Besucher eines bestimmten Ortes ausgelegtes Buch mit leeren Seiten, in dem Kommentare und/oder Namen hinterlassen werden können. Gästebücher werden hauptsächlich von öffentlichen Einrichtungen wie Museen, von Gaststätten oder Hotels geführt, aber auch von Privathaushalten und bei Studentenverbindungen. Gerade bei traditionsreichen Lokalen kann man oft Einträge historischer Persönlichkeiten in alten Gästebüchern finden.
Spezialfälle des Gästebuches sind
- das Kondolenzbuch, in dem nach einem Sterbefall Beileidsbekundungen niedergelegt werden
- das Goldene Buch, das in manchen Ländern – z. B. im deutschsprachigen Raum und in Belgien[1] – in Rathäusern geführt wird und in das sich Ehrengäste der Gemeinde eintragen

## Elektronische Gästebücher
Im Zusammenhang mit dem Internet bezieht sich der Ausdruck auf eine besondere Form des Hinterlassens von Nachrichten auf Websites, speziell von Kommentaren zur Website oder ihrem Thema. Normalerweise wird keine Registrierung vorausgesetzt und es handelt sich auch eher um eine Möglichkeit, eine schnelle Notiz zu hinterlassen.
Der Zweck dieser Praxis ist es, wie bei den „echten“ Gästebüchern auch, einen Einblick in den Personenkreis der Websitebesucher zu bieten, inklusive Informationen wie deren geografische Herkunft, eigene Websites usw. Die Präsentation erfolgt in Form einer linearen Liste. Normalerweise dienen elektronische Gästebücher auch dem Zweck der Werbung und Diskussion. Dadurch erhoffen sich die Betreiber in der Regel die Verweildauer und Besucherzahl zu erhöhen. Die Einträge sind in der Regel chronologisch gelistet und nicht wie in Chaträumen, in denen nahezu in Echtzeit kommuniziert werden kann, oder in Internetforen, deren Beiträge meist nach Diskussionssträngen geordnet sind.
Es existieren auch interaktive Gästebücher, bei denen Besucher mithilfe von HTML-Tags, BBCode und ähnlichem Multimediainhalte einbinden können sowie Text formatieren können. Eingebettet werden können beispielsweise Bilder, in einigen Fällen aber sogar Flash-Applets oder HTML5-Videos. Neben Gästebuchskripten, die direkt in die Website eingebunden werden und auf dem Server der Website liegen, bieten mittlerweile mehrere kommerzielle Anbieter Gästebuchskripte an, die kostenpflichtig sind oder sich über den Einsatz von Werbung finanzieren. Es sind aber auch viele kostenlose, werbefreie Skripte verfügbar.
Gästebucheinträge auf Websites führen in der Praxis immer wieder zu Problemen. Internet-Gästebücher werden zum Beispiel regelmäßig Opfer von Spam durch Spambots oder es kommt zu unsachlichen oder beleidigenden Aussagen in Gästebucheinträgen. Teilweise wird diesem Problem durch CAPTCHA-Abfragen, Mail-Adressen-Bestätigungen oder einer Freischaltung von Einträgen erst nach erfolgter Kontrolle entgegengewirkt. Ein anderes Problem für den jeweiligen Website-Betreiber kann sich durch die Auslagerung des Gästebuchskriptes zu kommerziellen Anbietern ergeben. Da die Gästebucheinträge in diesem Fall nur auf dem Server des Anbieters vorhanden sind, können Einträge verloren gehen, sollte der Anbieter sein Angebot einstellen. Viele Anbieter bieten daher Kunden die Möglichkeit, eine Datei mit den Einträgen herunterzuladen und somit ein Backup zu speichern.